# バクダンおにぎり

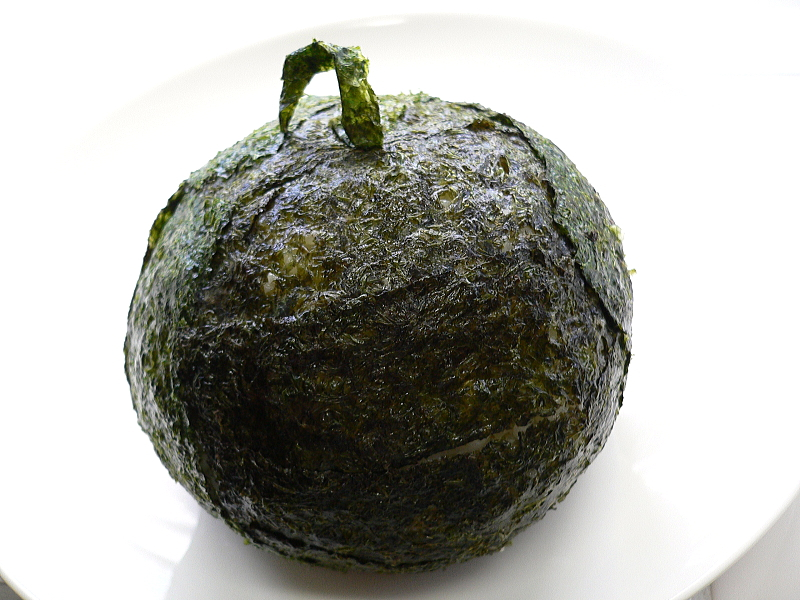
バクダンおにぎり

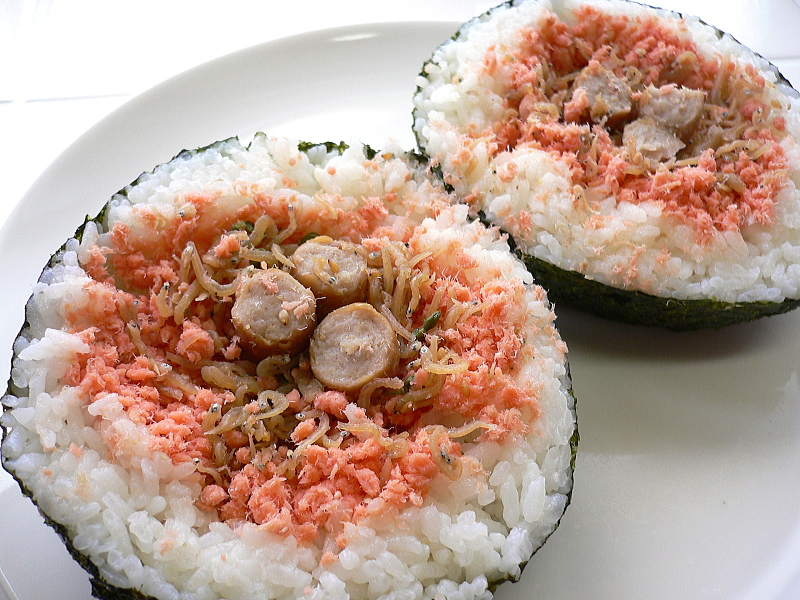
断面

バクダンおにぎりは、球形で大型のおにぎりを意味する俗称。バクダンむすびなどとも呼ばれる。一般的には、中にたっぷりと具材を入れ、全体を海苔で包んだものを指す。具材は一種類でなく、複数のおかずが組み合わされることも多い。
語源については、真っ黒で丸い外見が爆弾や砲弾を連想させる、大きくて食べごたえがあるため破壊力が強い、食べ進むうちに中から具材が弾けるなど諸説ある。

## 沖縄県のバクダンおにぎり

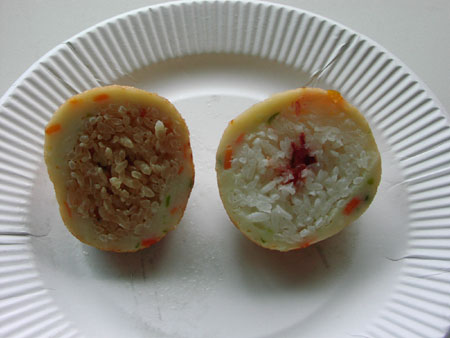
沖縄のバクダンおにぎり（バクダンかまぼこ）

沖縄県糸満市発祥のご当地グルメ。「バクダンかまぼこ」や単に「バクダン」とも呼ばれている。ご飯を魚のすり身で包んで揚げたもので、通常とは逆に外がかまぼこで中がご飯となっている。中身のご飯にはジューシーなどが使用されることが多い。

## 隠岐諸島のばくだんおにぎり
島根県隠岐諸島では、冬期に収穫される岩海苔で丸く大きく握った御飯を包み込んだ「ばくだんおにぎり」が弁当や間食として多く食されている。
板状に成形した岩海苔に醤油を塗り（或いは醤油に浸して）握った御飯を包み込むのが一般的な作り方で、具材を入れないことが多い。岩海苔に隙間があるため醤油がよくしみこみ、岩海苔の独特の磯の香りと食感が味わえるという。
隠岐諸島の飲食店で提供される他、惣菜店でも販売されている。